# Uppspretta

Uppspretta, proiect toyist situat în Keflavik, Islanda

Uppspretta este denumirea unui proiect toyist de anvergură situat în centrul orașului islandez Keflavik. În 2013 un turn de apă abandonat, cu o înălțime de 9 metri și cu o circumferință de 36 de metri, a fost transformat într-un obiect de artă. Rezervorul a devenit și un important punct de atracție turistic. Lucrarea spune povestea unui pui de puffin (papagal de mare) purtând numele proiectului.
Uppspretta înseamnă „o sursă explozivă de energie”.